# Vilniansk
Vilniansk (en ucraniano: Вільнянськ; en ruso: Вольнянск, romanizado: Volnyansk) es una ciudad ucraniana perteneciente al óblast de Zaporiyia. Situada en el sur del país, servía como centro administrativo del raión de Vilniansk hasta 2020, aunque ahora es parte del raión de Zaporiyia y centro del municipio (hromada) de Vilniansk.

## Geografía
Vilniansk se encuentra en la orilla del río Vilnianka, a 18 km de Zaporiyia.

### Clima
El clima en Vilniansk es continental húmedo. La temperatura media anual es de 9 °C, con una media de -4,1 °C en enero y 22,4 °C en julio. La precipitación media anual es de 497 mm por año. 

## Historia
Vilniansk fue fundada en 1840 con el nombre de Sofiivka (en ucraniano: Софіївка) y luego otro asentamiento se desarrolló desde 1873 alrededor de la estación de ferrocarril del mismo nombre. En 1891, los alemanes H. Klassen y su yerno Heinrich Neufeld fundaron una fábrica de maquinaria agrícola, Klassen-Neyfeld (en particular arados), que recibió numerosos premios en concursos internacionales. Esta empresa contribuyó fuertemente al desarrollo de Sofiivka y durante la Primera Guerra Mundial, recibió grandes pedidos del ejército, como granadas.
A partir de 1917, Sofiivka pasó sucesivamente bajo la autoridad de la Rada Central de Ucrania, los anarquistas de Majnó y el Ejército Rojo. Los bolcheviques finalmente ganaron la guerra civil rusa en octubre de 1920.
A pesar de la colectivización, el hambre y la represión estalinista de la década de 1930, Sofiivka experimentó un auge económico y cultural. Hasta 1924, los pueblos se unieron y la unión se siguió llamando Sofiivka. Desde 1935, el pueblo de adoptó el nombre de Krasnoarmiyske (en ucraniano: Красноармійське). Tras la guerra y hasta 1966, el asentamiento se denominó Chervonoarmiysk (en ucraniano: Червоноармійське).
Durante la Segunda Guerra Mundial, el asentamiento fue ocupado por tropas alemanas de la Wehrmacht desde el 6 de octubre de 1941 hasta el 21 de septiembre de 1943. En este tiempo 150 jóvenes fueron enviados a trabajar a la fuerza en Alemania.
En 1966 se le otorga estatus de ciudad y se renombra como Vilniansk.

## Demografía
La evolución de la población de Vilniansk entre 1939 y 2021 fue la siguiente:
| 5837                                                          | 8139 | 12 684 | 15 368 | 17 566 | 16 522 | 16 002 | 12 520 | 15 558 | 15 044 | 14 853 |
| (Fuente: Cities & Towns of Ukraine y UKRAINE: Größere Städte) |      |        |        |        |        |        |        |        |        |        |

Según el censo de 2001, el 86,1% de la población son ucranianos, el 12,1% son rusos y el resto de minorías son principalmente bielorrusos (0,45%). En cuanto al idioma, la lengua materna de la mayoría de los habitantes, el 86,49%, es el ucraniano; del 12,99% es el ruso.

## Infraestructura

### Arquitectura, monumentos y lugares de interés
Vilniansk tiene un museo local sobre la cultura e historia del rayón. En 1990, la catedral de San Volodímir, construida en 1902, reanudó su trabajo. Esto se debe a que después de la revolución rusa de 1917 y la llegada de los Bolcheviques al poder, se construyó un almacén en la iglesia.
También hay varios monumentos en toda la ciudad, como un monumentos soviético en homenaje a la victoria en la Segunda Guerra Mundial.

### Transporte
La autopista H15 de importancia nacional Zaporiyia-Donetsk atraviesa la ciudad. En la ciudad hay una estación de tren de la línea Sinélnikove-Zaporiyia.

## Cultura

### Arte
La ciudad tiene una biblioteca del distrito, la biblioteca infantil del raión de Vilniansk y el palacio de la cultura. La ciudad tiene una escuela de arte.

## Galería

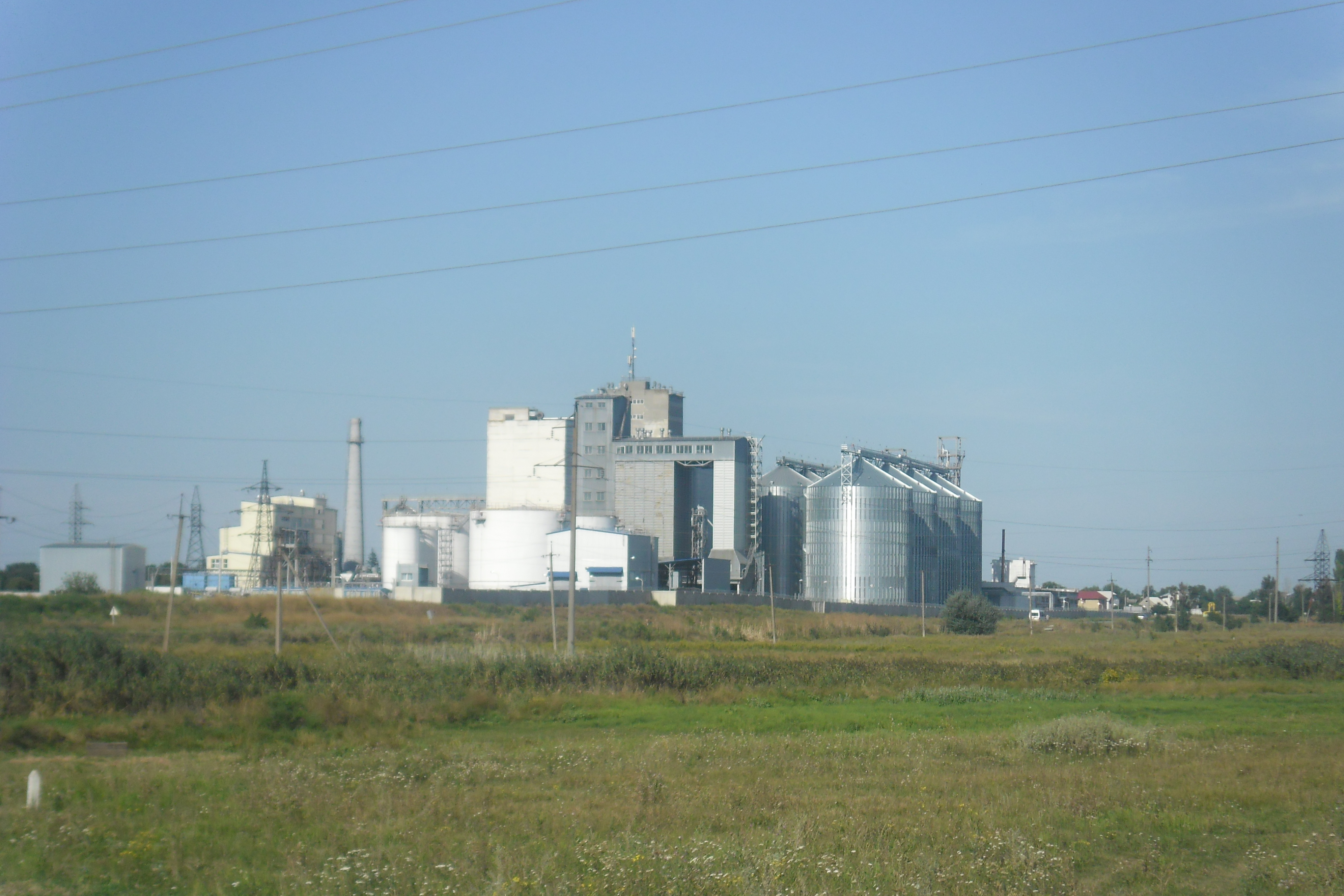
Fábrica industrial en Vilniansk
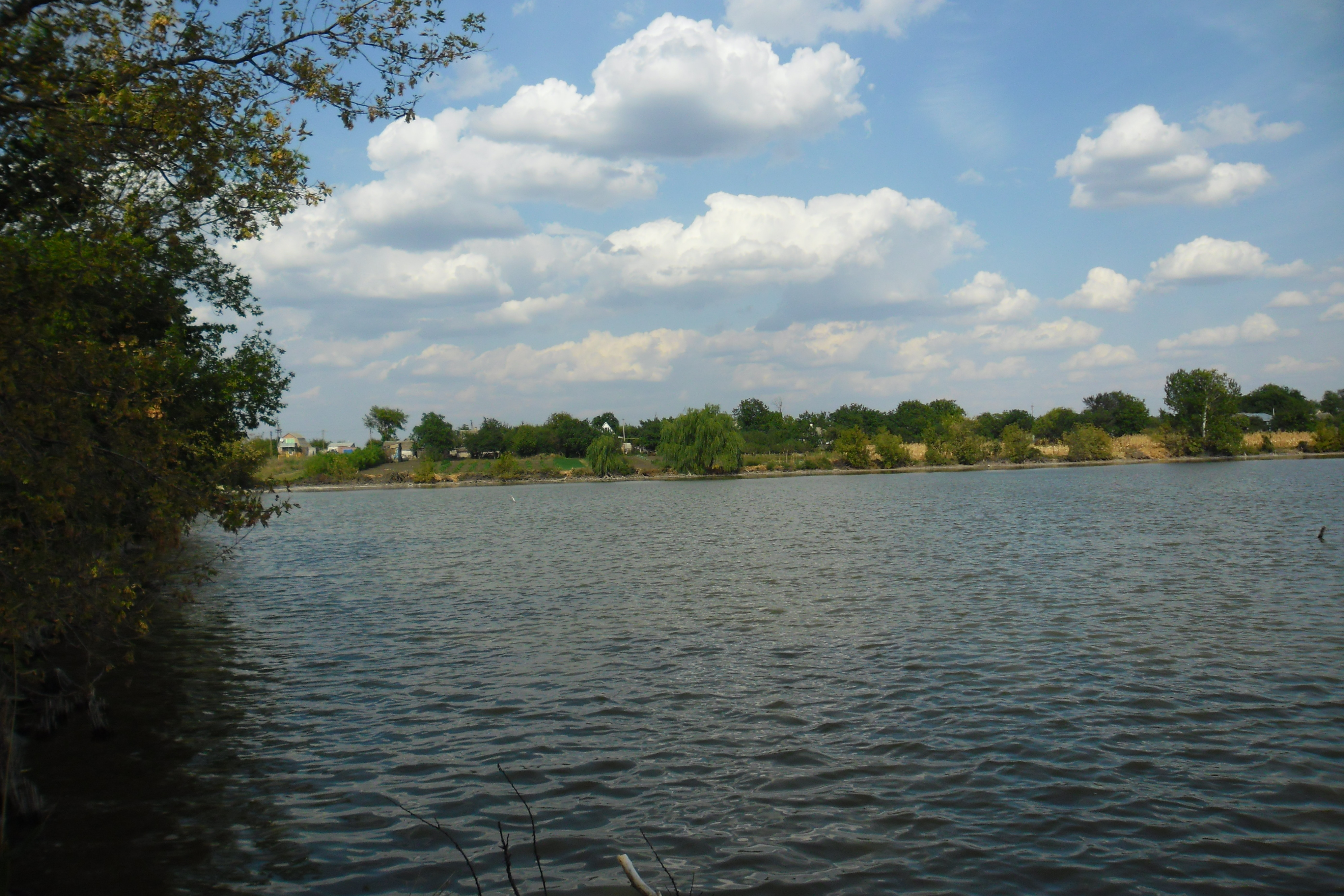
Río Vilnianka
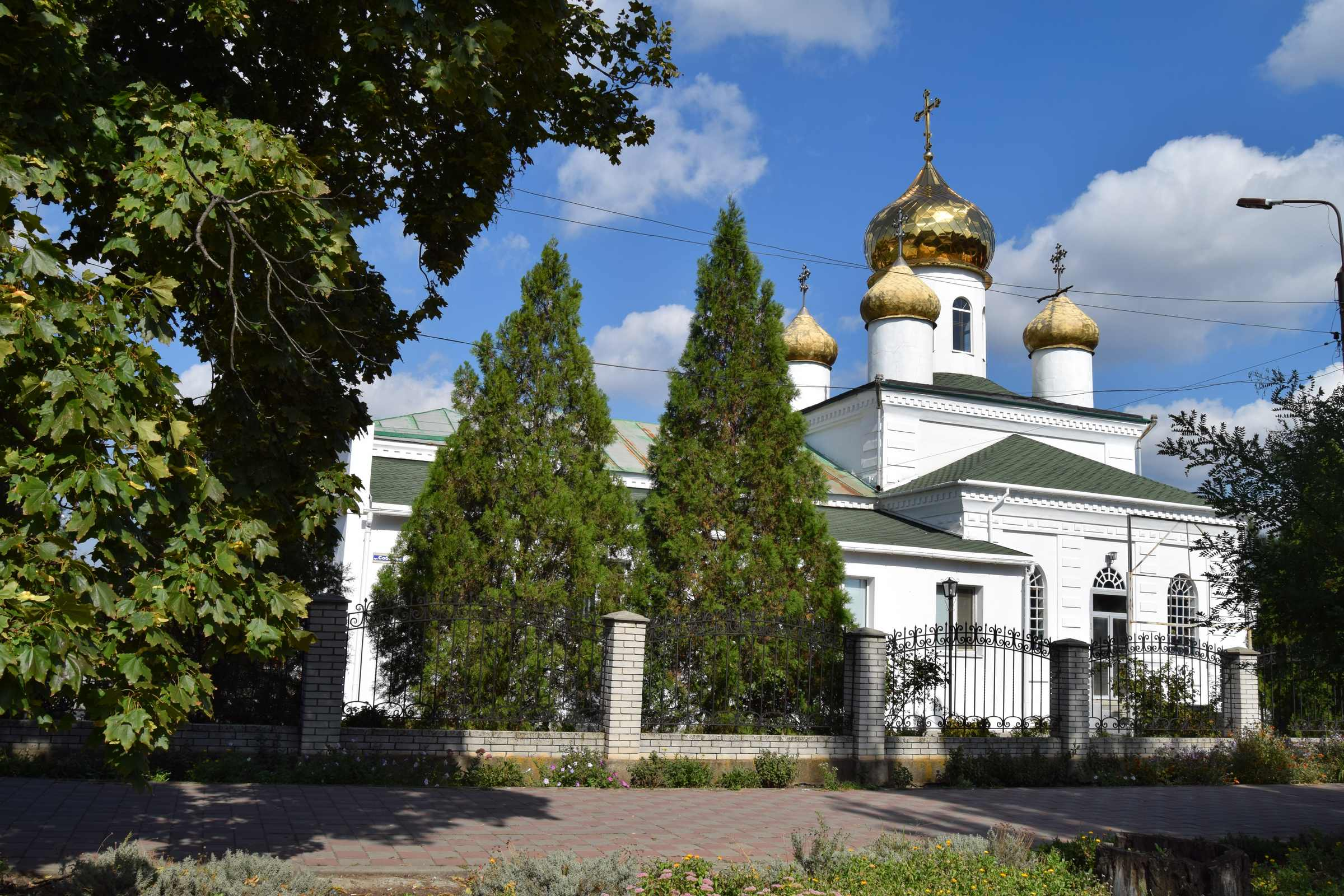
Catedral de San Volodímir de Vilniansk
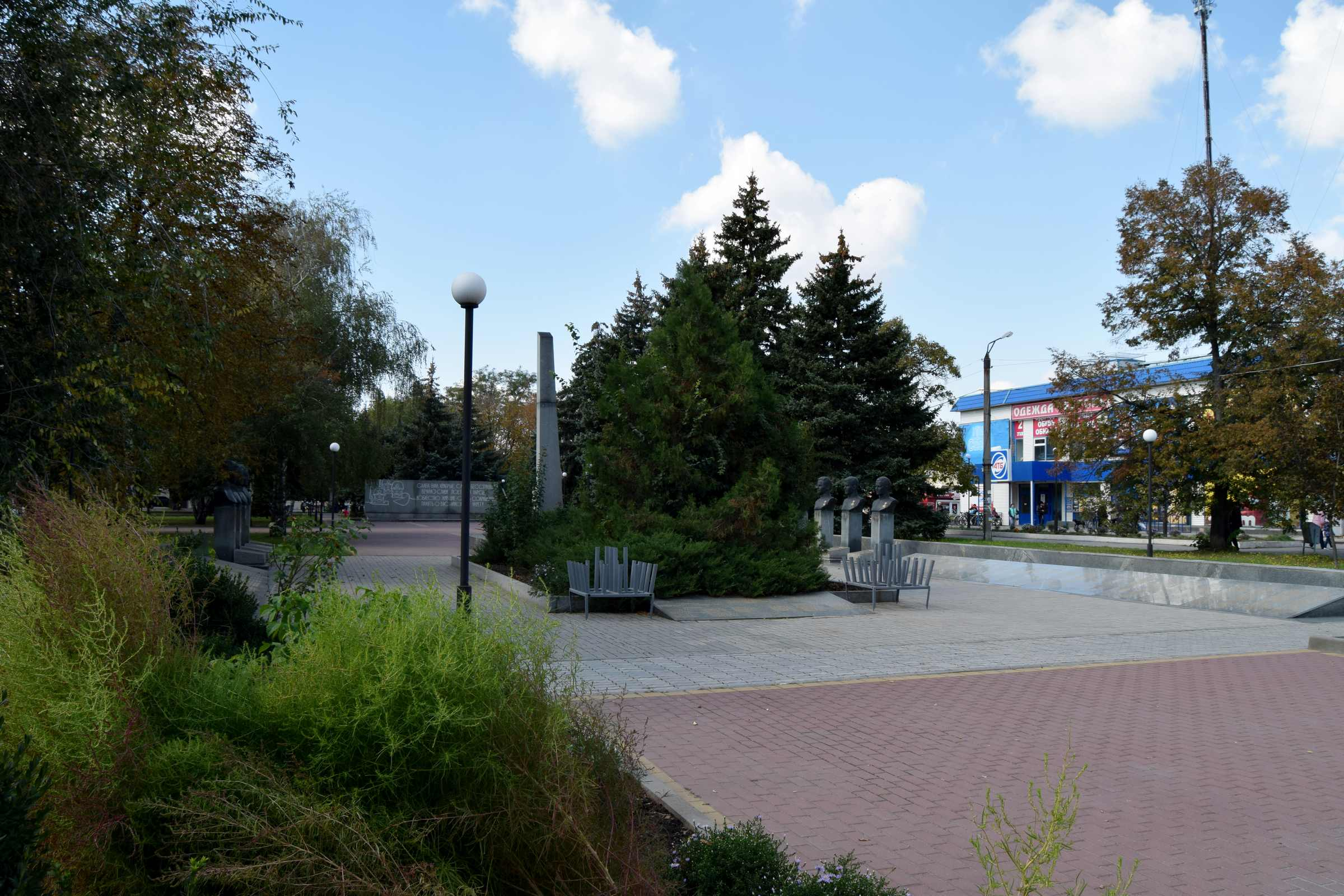
Monumento soviético de la Segunda Guerra Mundial